# Fort Saint-Jean (Lyon)
Le fort Saint-Jean et à l'origine bastion Saint-Jean est un fort situé dans le 1er arrondissement de Lyon en rive gauche (côté Est) de la Saône. Il fait partie de la première ceinture de Lyon.

## Histoire
Le fort n'est, au départ, qu'un bastion construit en tant que composant de l'enceinte de la Croix-Rousse, au début du XVIe siècle, afin de protéger la ville du duché de Savoie.
En 1639 est construite la porte d'Halincourt, ou porte nord de Lyon : « En 1639, le marquis d’Halincourt, alors gouverneur de Lyon, fait en effet pratiquer une porte au droit du fort Saint-Jean […] ». Elle bloque le quai au coin du fort Saint-Jean.
Le fort n'est achevé qu'au XVIIIe siècle. La construction des bâtiments actuels commence en 1834. Le fort Saint-Jean a une superficie de 17 000 m2 et domine la Saône par une dénivellation de 40 m (au sommet de ses murs).
En 1932, le Service de santé des armées en fait sa pharmacie régionale.
Le 2 septembre 1944, alors que Lyon est occupé par les Allemands, un groupe de volontaires s'y réunit afin d'empêcher l'occupant de détruire les ponts de la Saône.
En 1984, le fort est occupé par le service vétérinaire des armées.

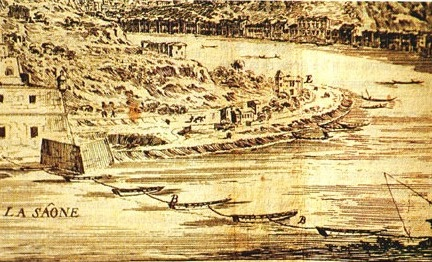
La Veue de Lion descendat par la Saosne, par Israël Silvestre (1649-1650), montrant le fort Saint-Jean à gauche, l'emplacement du futur Grenier d'abondance à sa droite, et des bateaux portant la chaîne de Sainte-Marie-aux-chaînes.
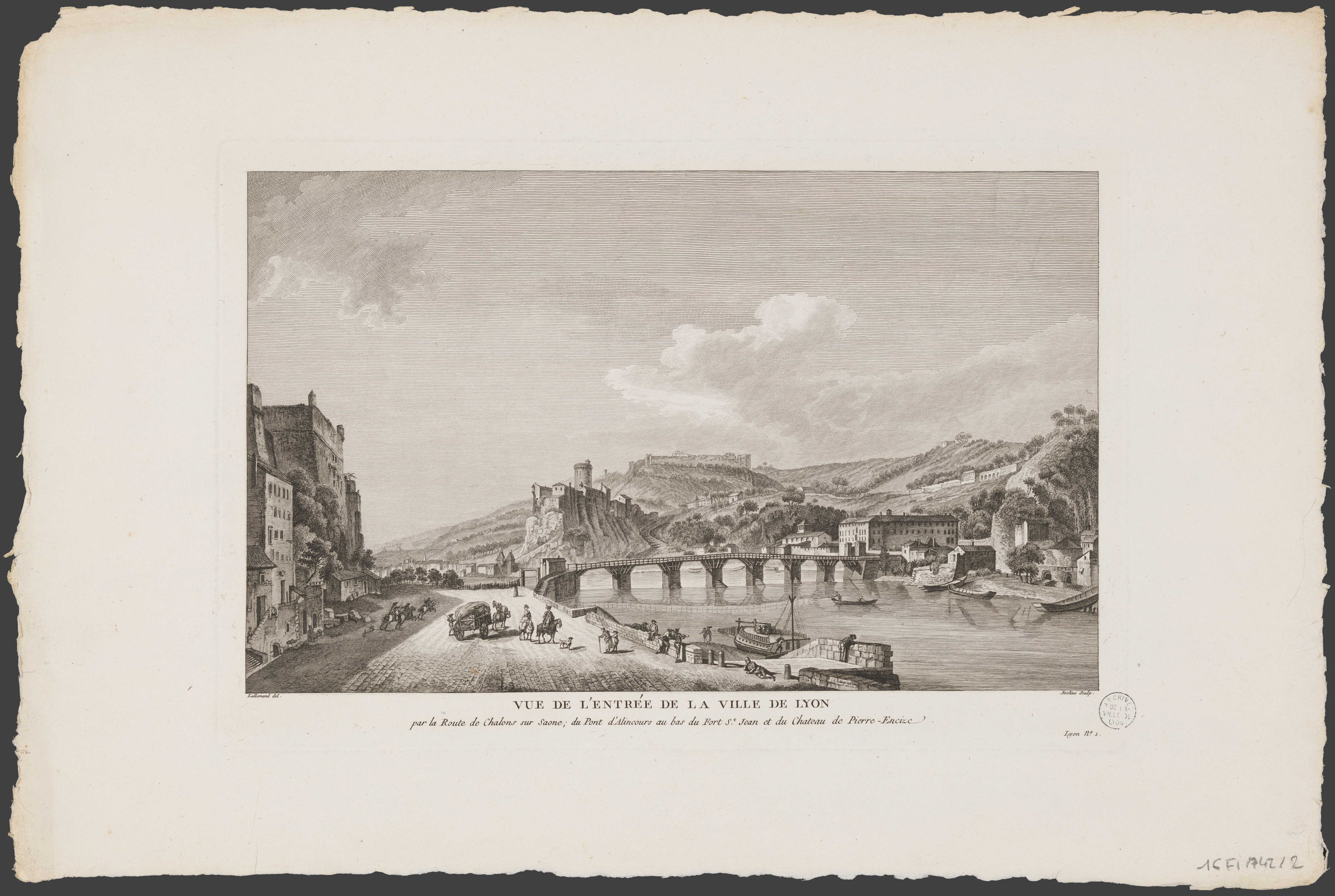
Vue des quais de Saône, du fort Saint-Jean, du pont d'Alincourt, du château Pierre-Scize et de la colline de Fourvière, XVIIIe siècle
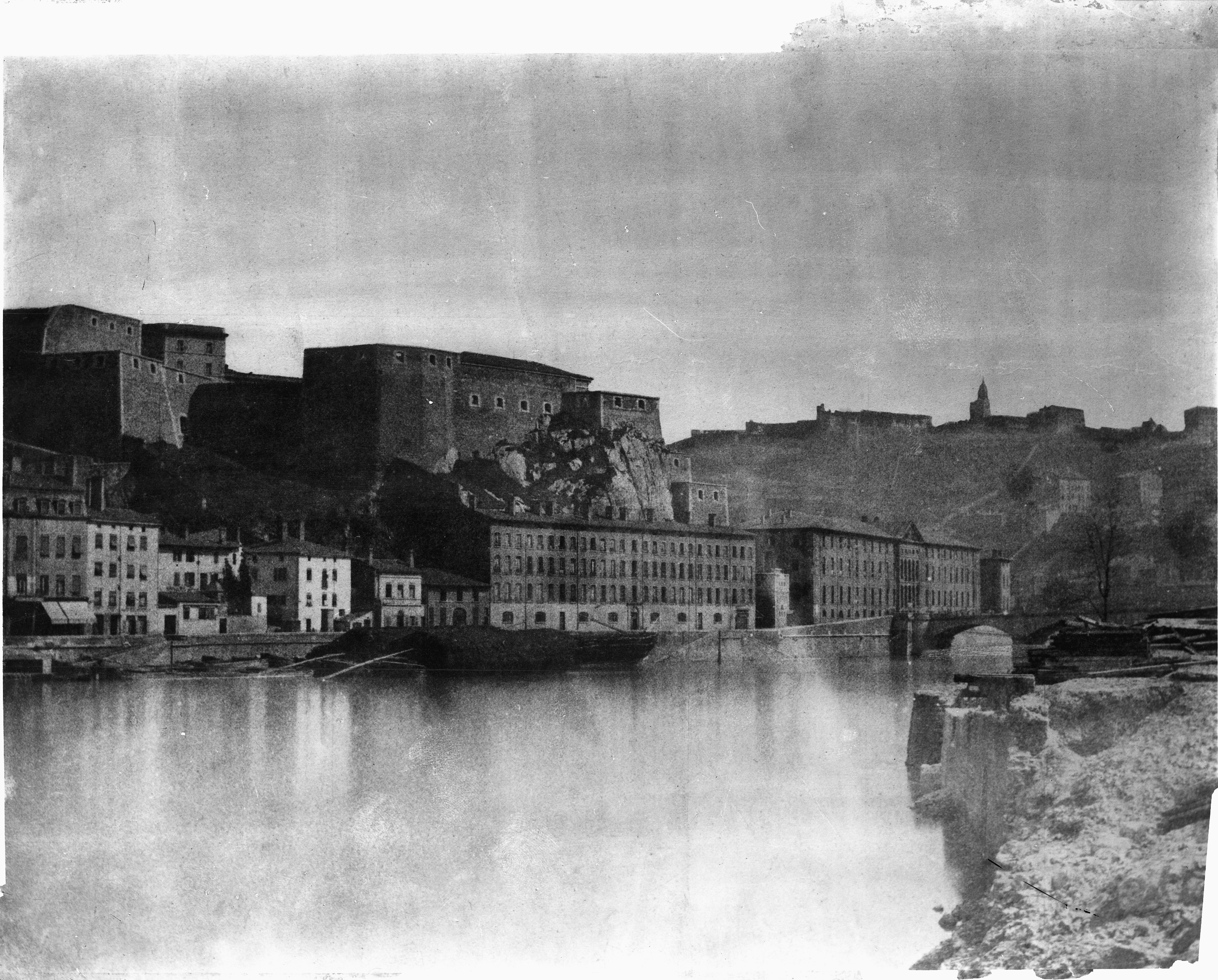
Vue du pont de Serin, du fort Saint-Jean et du grenier à blé de Lyon depuis le quartier de Vaise

## Époque contemporaine
Réhabilité en 2001 par l'architecte Pierre Vurpas, le fort Saint-Jean abrite depuis 2004 l'École nationale du Trésor public (ENT) devenue l'École nationale des finances publiques (ENFiP) par arrêté du 4 août 2010, où sont formés les contrôleurs des finances publiques. Il accueille également occasionnellement des manifestations culturelles.

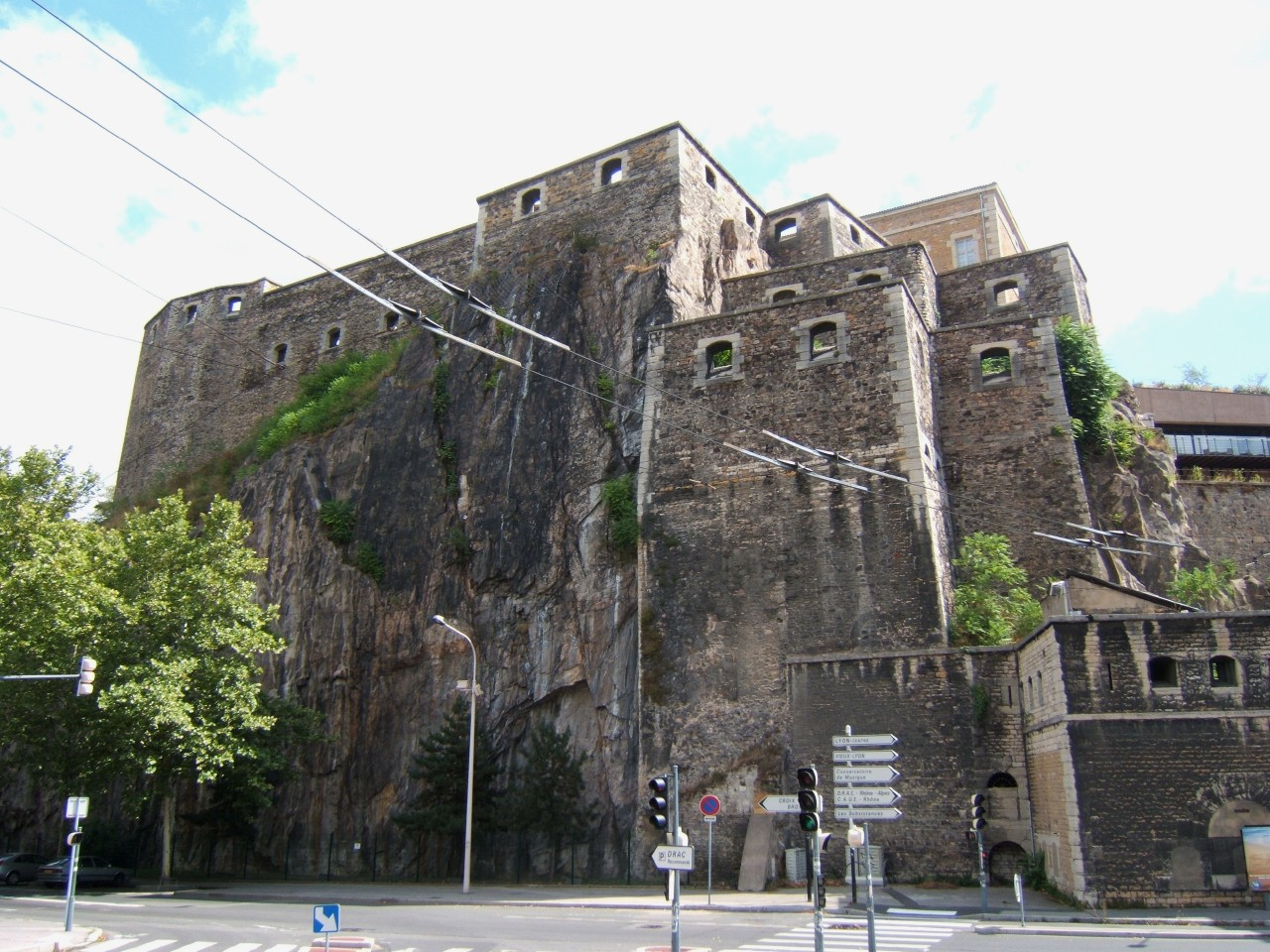
Vue du fort depuis le pont Kœnig, avec le quai Saint-Vincent devant
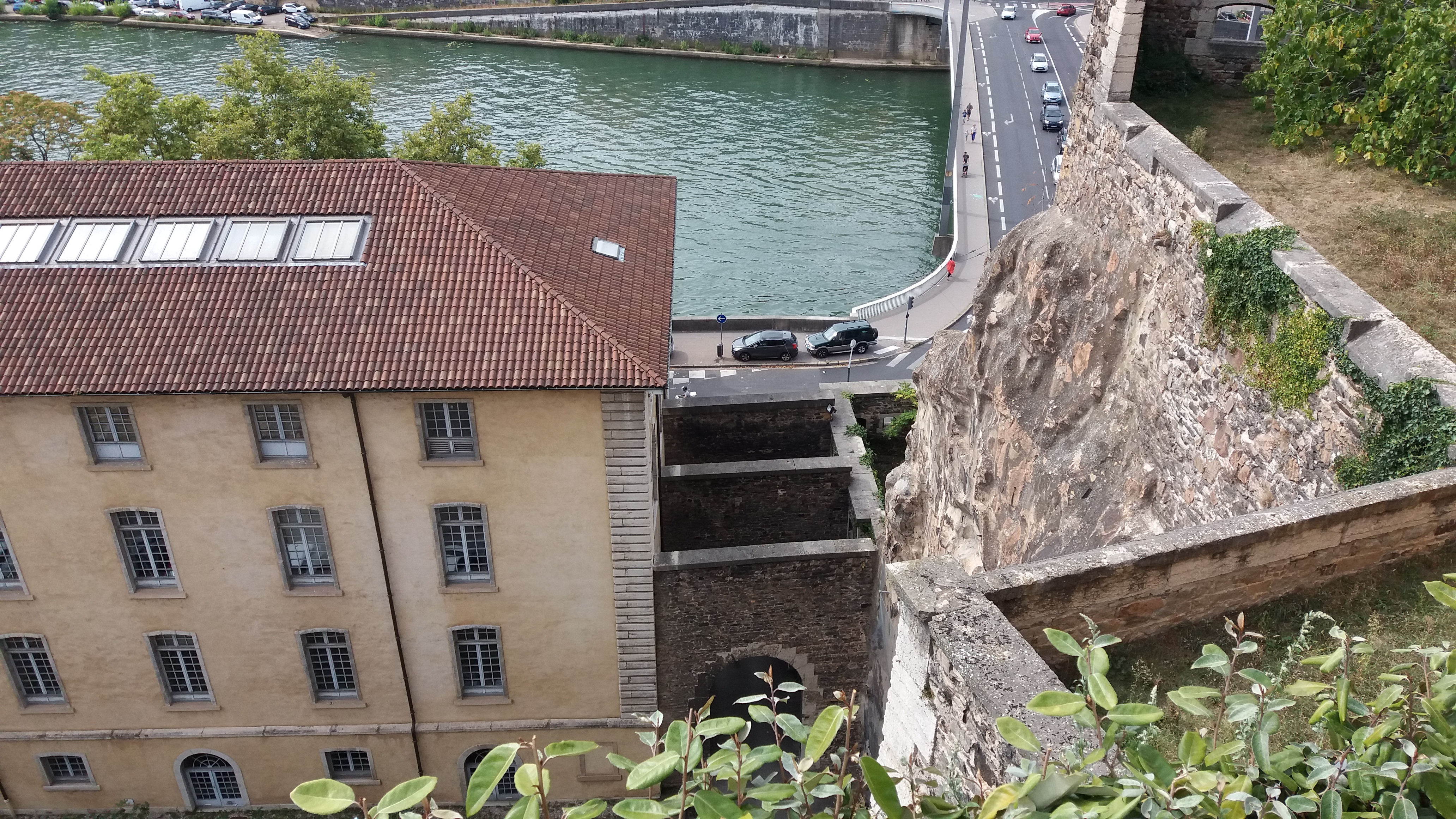
Passage entre le fort St-Jean à droite et le Grenier d'abondance à gauche, pont Kœnig en face